# Larry Sharpe
Pour les articles homonymes, voir Weil et Sharpe.
Larry Weil (né le 26 juin 1951 à Paulsboro et mort le 10 avril 2017 à Woodbury) est un catcheur (lutteur professionnel) et un entraîneur de catch américain connu sous le nom de « Pretty Boy » Larry Sharpe.
Il fait de la lutte au lycée puis au Gloucester County College (en) avant de devenir catcheur en 1974. Il met fin à sa carrière, assez modeste, de catcheur en 1991. Entre-temps, il avait fondé avec Buddy Rogers la Monster Factory (en), une célèbre école de catch d'où est issue notamment Bam Bam Bigelow, The Big Show et Sheamus.

## Jeunesse
Weil se passionne pour le catch et va voir les spectacles de la Capitol Wrestling Corporation quand ils viennent au Convention Hall à Camden. Après un de ces spectacles, il a l'occasion de demander au manager Wild Red Berry comment devenir catcheur. Berry lui conseille alors de faire de la lutte pendant 10 ans. Il décide alors de faire de la lutte au lycée puis à l'université au Gloucester County College (en) puis au Trenton State College (en).

## Carrière de catcheur
Après deux ans passés à l'université, Weil apprend que Wild Red Berry est mort. C'est Gorrilla Monsoon, un des amis de Berry, qui le prend sous son aile. Il envoie Weil apprendre le catch auprès de Tony Altomare qui a une école de catch dans le Connecticut.
Une fois entraîné, il commence à travailler à la World Wide Wrestling Federation (WWWF) sous le nom de Larry Sharpe. Il travaille aussi en Géorgie et dans les Carolines à la Mid-Atlantic Championship Wrestling (en) et la Georgia Championship Wrestling (en). C'est là-bas qu'il entraîne Anthony White, connu sous le nom de Tony Atlas, avec l'aide de Gene (en) et Ole Anderson.

## Palmarès
- Capitol Sports Promotions
  - 2 fois champion par équipes d'Amérique du Nord avec Jack Evans[4]
- Mid-Pacific Promotions
  - 1 fois champion poids lourd d'Hawaï de la National Wrestling Alliance[5]
- Stampede Wrestling
  - 1 fois champion international par équipes de la Stampede avec Ripper Collins[6]